# Mesteacăn, Caraș-Severin
Mesteacăn este un sat în comuna Cornereva din județul Caraș-Severin, Banat, România.